# Simulium touffeum
Simulium touffeum är en tvåvingeart som beskrevs av Gibbins 1937. Simulium touffeum ingår i släktet Simulium och familjen knott. Inga underarter finns listade i Catalogue of Life.